# Солнечные каникулы
«Солнечные каникулы» (англ. Holiday in the Sun) — американский фильм 2001 года вышедший непосредственно на видео в жанрах романтика, приключение, семейный. Режиссёр фильма стал Стив Пурселл. В главных ролях снялись Мэри-Кейт и Эшли Олсен.

## Сюжет
Мэдисон и Алекс Стьюарты, сёстры-близнецы из штата Иллинойс. Во время зимних каникул они с родителями отправились на курорт Atlantis Resort, что на Багамских островах. Сперва сёстры были разочарованы тем, что им не удалось отправится на Гавайские острова со своими друзьями, но в итоге начали наслаждаться свободой от родителей, роскошным люксовым номером и нетронутыми пляжами Карибского бассейна.
Алекс влюбляется в Джордана, работника курорта. Она не единственная, кто обратил на него внимание. Избалованная наследница по имени Брианна Уоллес тоже влюблена в него и ведёт грязную игру, чтобы добиться своего. Тем временем за Мэдисон ухаживает симпатичный, но безмозглый Скотт, которого, в свою очередь, за кулисами тренирует Гриффен, друг детства Мэдисон, который влюблён в последнюю.

## В ролях
- Мэри-Кейт Олсен — Мэдисон Бриттани Стюарт
- Эшли Олсен — Александра Аннализ «Алекс» Стюарт
- Остин Николс — Гриффен Грейсон
- Бен Истер[англ.] — Джордан Ландерс
- Билли Аарон Браун[англ.] — Скотт
- Маркус Флэнеган[англ.] — Харрисон
- Джейми Роуз[англ.] — Джуди
- Джефф Олтмэн[англ.] — Чэд
- Уэнди Шаал — Джилл
- Эшли Хьюз — Киган
- Меган Фокс — Брианна Уоллес[a]
- Эшли Келли — Триш
- Стерлинг Райс — Кармэн
- Филлип Сэндс — Зигги
- Тенби Тернер, Энит Эрнандес и Крис Брак — бикини-модели
- Анаис Ламеш[англ.], Фэй Хэмлин[англ.], Анна Зундштранд[англ.], Розанна Мантер[англ.] — камео (гости на вечеринке)
- Бриттани Гальяно — камео (девушка на пляже)

### Комментарии
1. ↑  Указана как «Меган Фокс» в начальных титрах и как «Меган Дениз Фокс» в заключительных